# Traupis
Traupis è una città del distretto di Anykščiai della Contea di Utena, nel nord-est della Lituania. Secondo un censimento del 2011, la popolazione ammonta a 179 abitanti. L’insediamento è vicino al fiume Nevėžis.
Non è molto distante da Kavarskas. Costituisce assieme al circondario una seniūnija.
Traupis ospita un orto botanico attorno all’istituto scolastico con oltre 5000 specie di piante, fondato dall'allora direttore Siguitis Obelevičius (poi sindaco di Anykščiai).

## Storia
L'insediamento è stato menzionato per la prima volta in atti ufficiali dal XV secolo. All'inizio del XIX secolo si fa poi riferimento al maniero di Traupis e alla chiesa cattolica. Fu poi fondata anche una scuola parrocchiale nel 1777.
Nel 1989 è stata fondata a Traupis la prima (e ad oggi unica) scuola di botanica dell’intera Lituania.
Del 2008 lo stemma attuale di Traupis è divenuto quello ufficiale.

## Galleria d’immagini

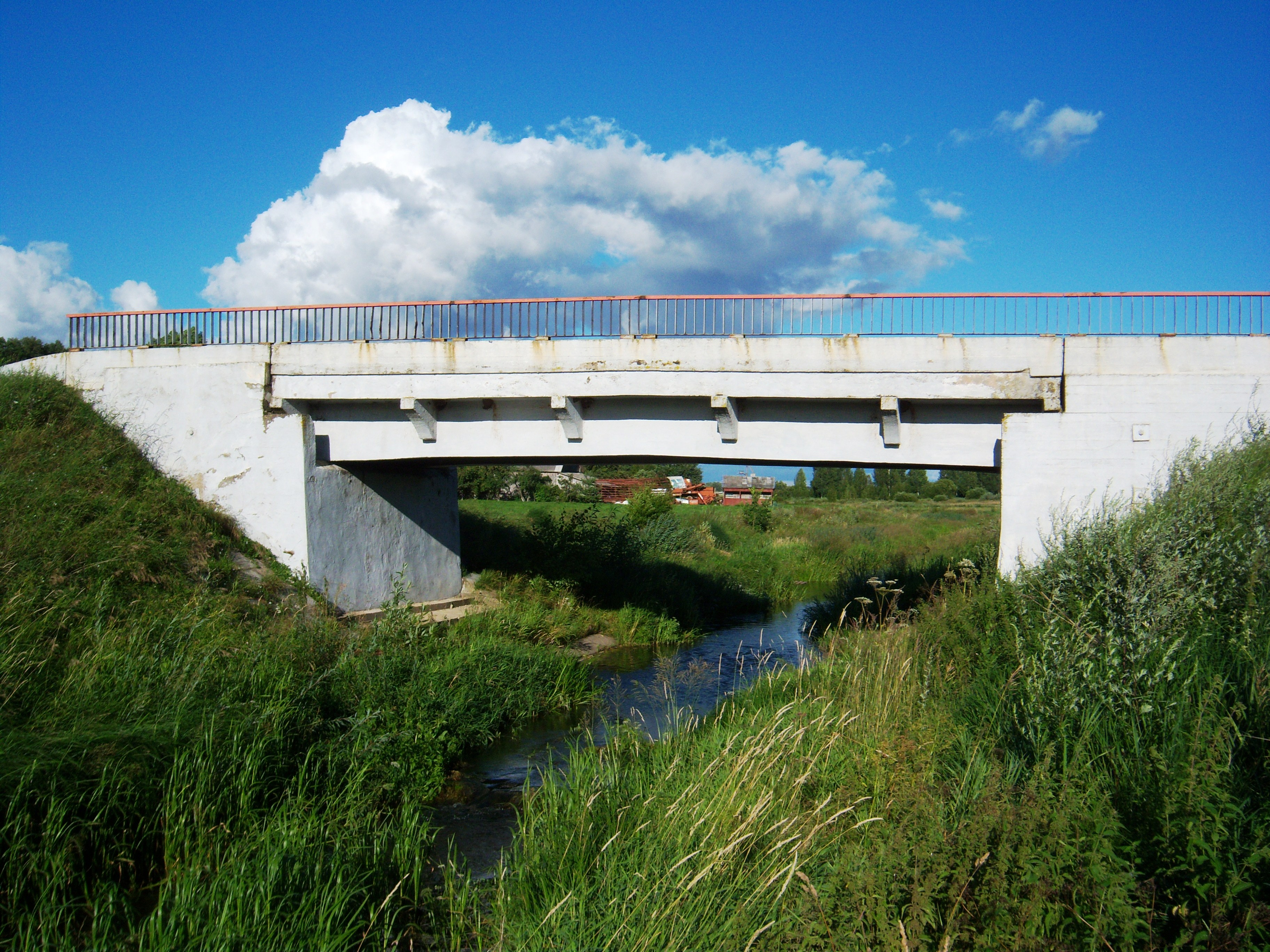
Ponte sul Nevėžis
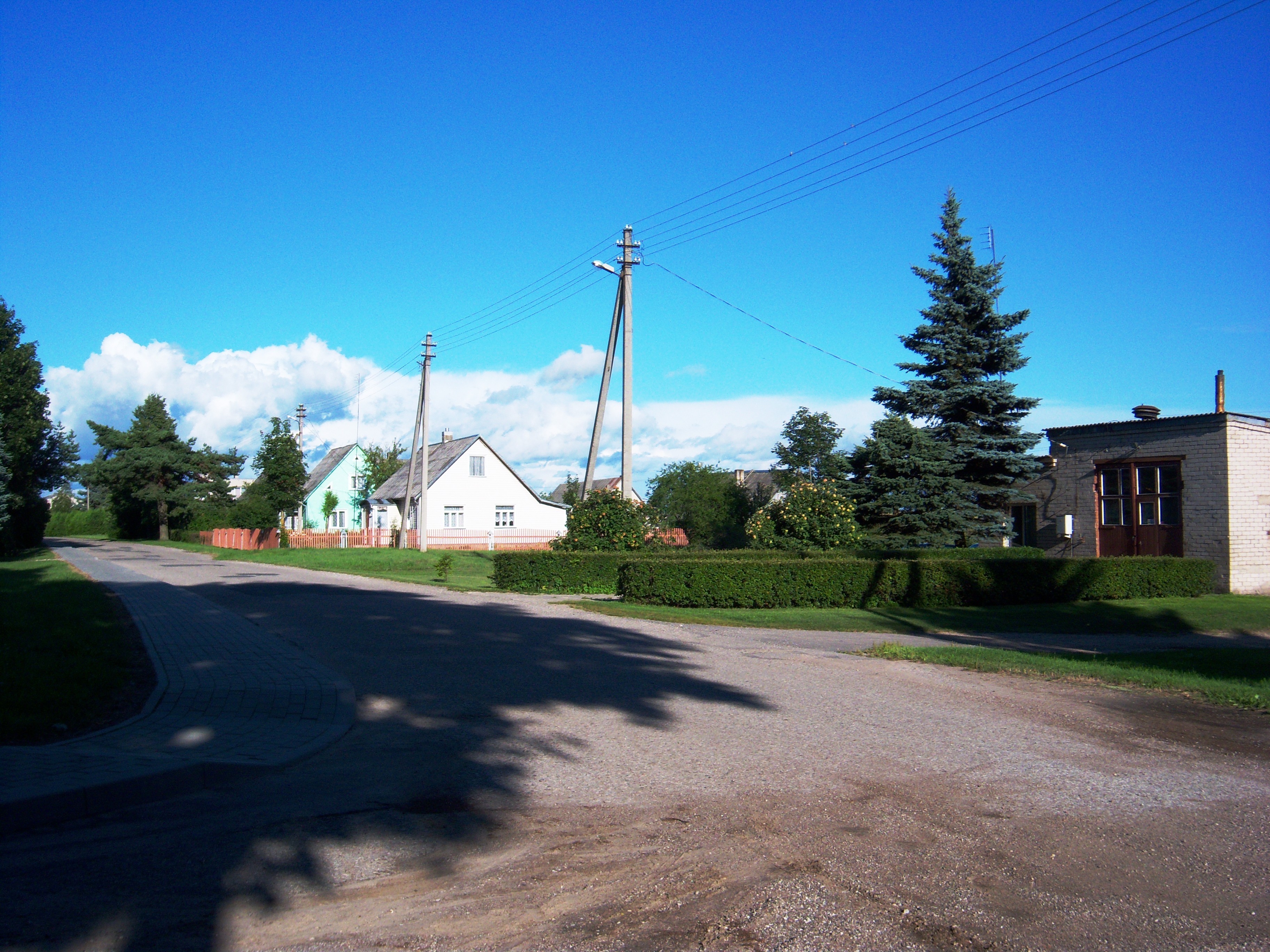
Strada cittadina
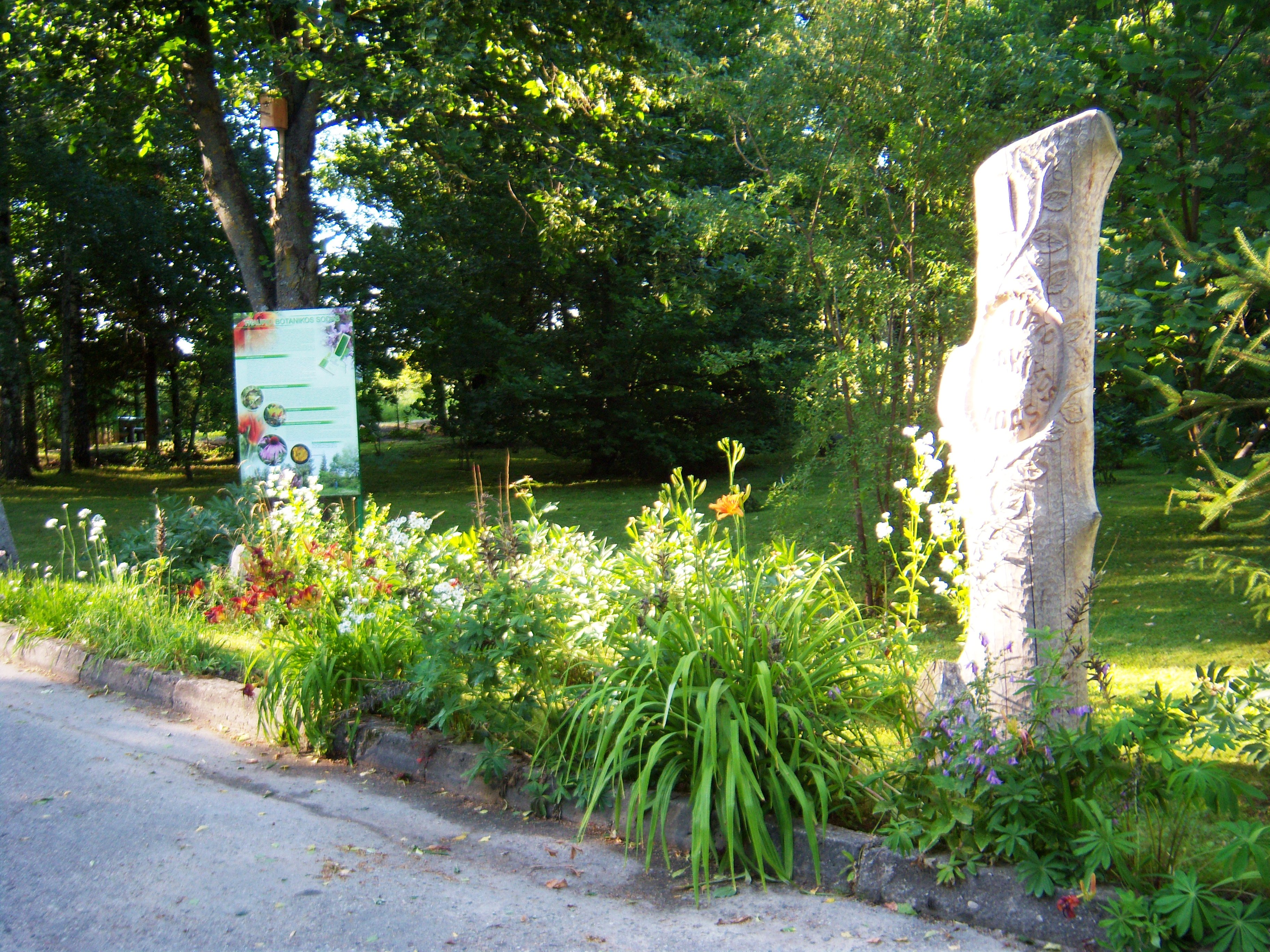
Aiuole e monumento nel parco
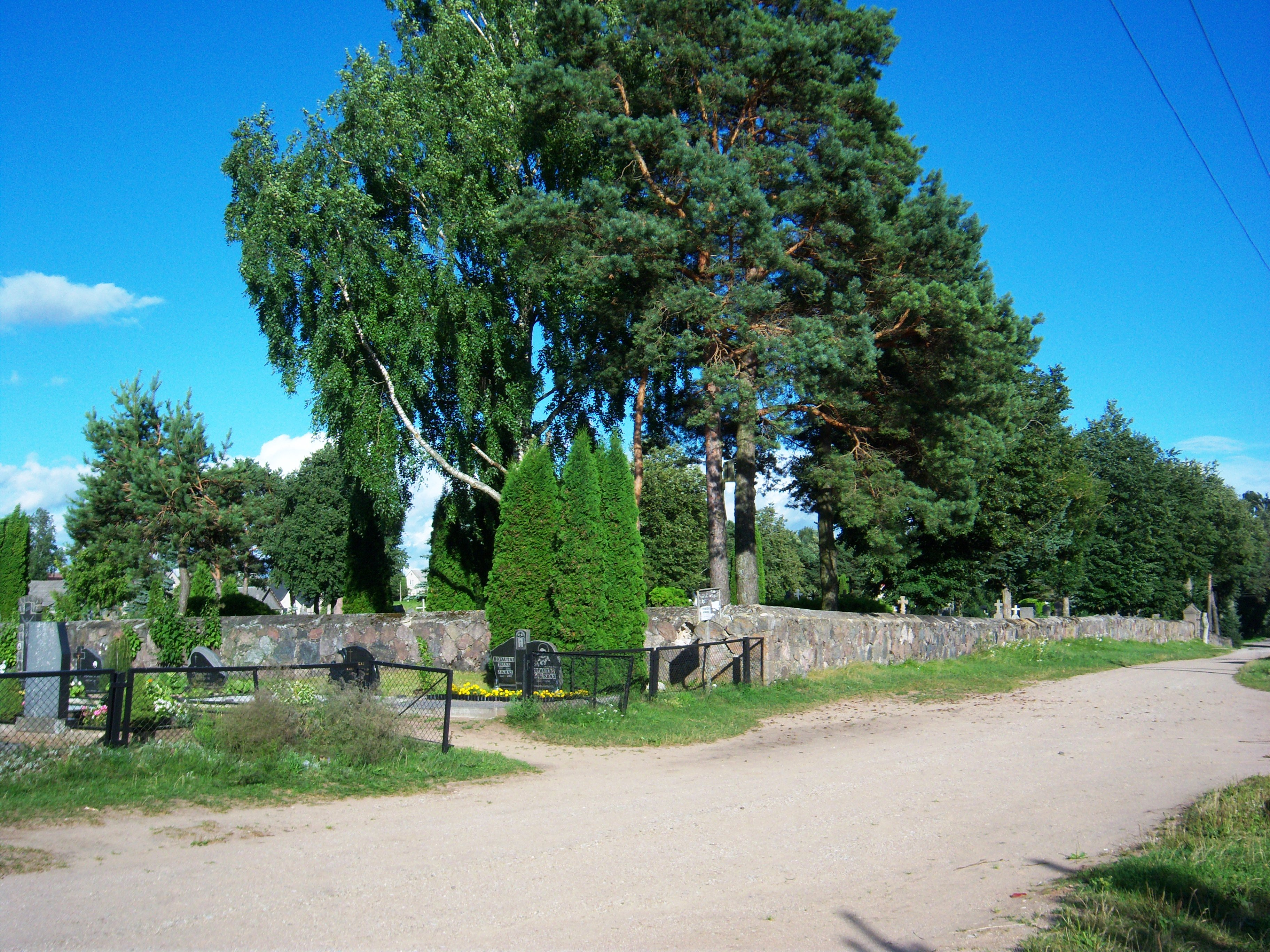
Vialone
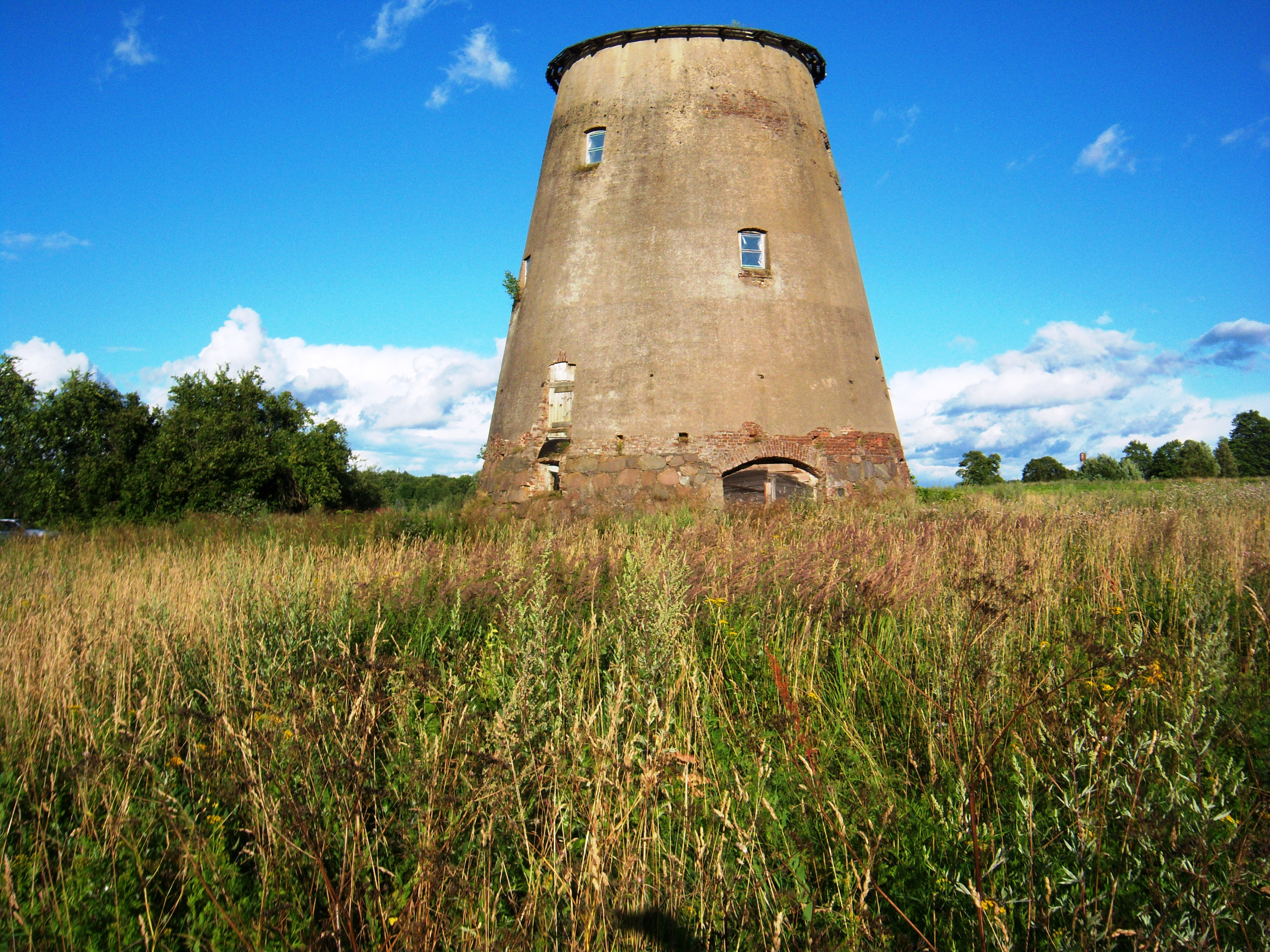
Antico mulino